# پتر کورنلیوس

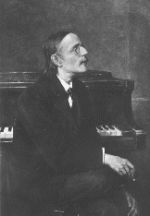

کارل آگوست پتر کورنلیوس (آلمانی: Carl August Peter Cornelius؛ زاده ۲۴ دسامبر ۱۸۲۴ در ماینتس - درگذشته ۲۶ اکتبر ۱۸۷۴ در ماینتس) یک آهنگساز، نویسنده آثاری دربارهٔ موسیقی، شاعر و مترجم اهل آلمان بود.